# 林淑雅
林淑雅（1971年—2023年5月10日），中華民國臺灣省嘉義市人，法學學者，研究專長為憲法、行政法、人權法與臺灣原住民族法制。
林淑雅為國立臺灣大學法學博士，靜宜大學法律學系助理教授。長期投入人權與原住民族公共事務，歷任臺灣人權促進會秘書長、國際特赦組織臺灣分會理事長、環境權保障基金會董事長及總統府原住民族歷史正義與轉型正義委員會委員、總統府諮議等職。

## 生平
林淑雅為嘉義市人。父親林勝木為臺灣高等法院刑事庭退休法官、執業律師，近年沒有接案，時常出席臺灣嘉義地方檢察署觀護人活動。1990年進入國立臺灣大學法律學系就讀，1994年畢業後，考取同校法律學研究所公法組，研究臺灣原住民族法制與基本人權。
1998年、2006年先後自國立臺灣大學取得法學碩士、法學博士學位，林淑雅的碩士論文〈臺灣原住民族運動的憲法意義〉及博士論文〈解／重構台灣原住民族土地政策〉指導教授，都是後來任司法院院長的許宗力。取得博士學位後，2009年起於靜宜大學法律學系擔任助理教授。
2023年5月10日中午12時27分，發生臺中捷運塔吊撞擊事故，搭乘此班車的林淑雅於事故中身亡，享年52歲。經臺中地檢署會同法醫相驗，初步判定因頭部及肢體多重外傷等傷害致創傷性併中樞神經性休克而死亡。國家人權委員會、國際特赦組織台灣分會、台灣人權促進會及環境權保障基金會等多個團體分別發表悼詞。嘉義市議會在5月17日在進行市政總質詢議程前，議員李奕德提請市長黃敏惠率局處長為林淑雅默哀一分鐘。告別式於5月27日舉行。

## 職業生涯

### 學術研究
林淑雅治學嚴謹，其研究專長在憲法、行政法、人權法、臺灣原住民族法制等領域。
林淑雅在2000年間撰有專書《第一民族：台灣原住民族運動的憲法意義》，從基本權理論與國家組織法角度分析，提出「原住民族集體權利」與「原住民族區域自治」可能的法制作法。

### 教學
林淑雅自2009年起，在靜宜大學擔任助理教授，開設憲法等課程，與學生討論人權、冤案等社會議題。林淑雅亦推動設置靜宜大學「法律學士學位學程原住民專班」，與賽德克民族議會合辦「靜宜大學賽德克學程」。

### 社會運動

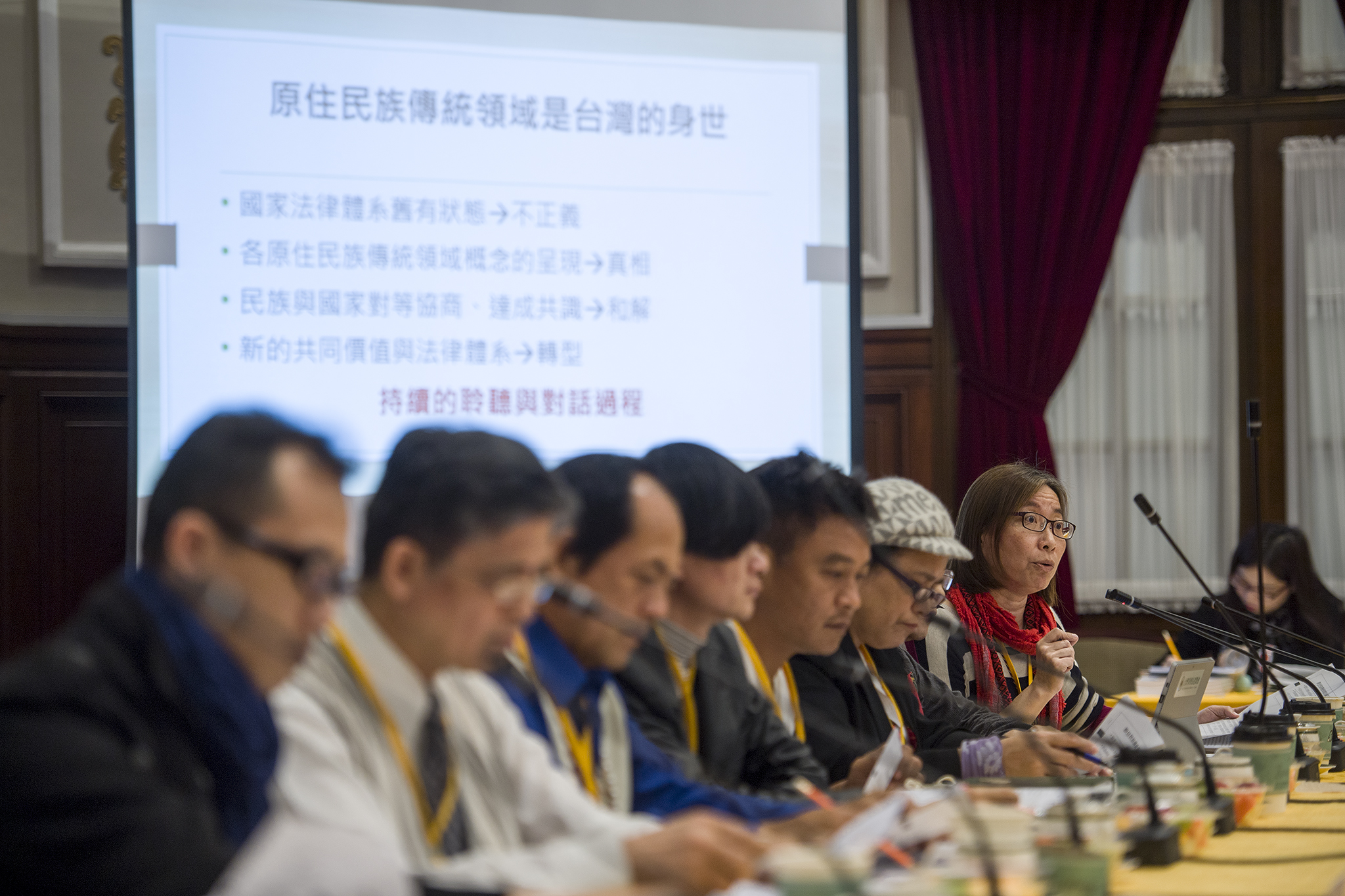
林淑雅（右二）出席原轉會會議

林淑雅支持並參予公益服務，長期關注人權、冤案與臺灣原住民族等公共事務議題，例如原住民族轉型正義及原住民族人權、環保運動、法制（如傳統領域劃設）等相關議題。擔任過臺灣人權促進會秘書長、國際特赦組織臺灣分會理事長、總統府原住民族歷史正義與轉型正義委員會委員等職。2014年太陽花運動期間曾到現場聲援，並鼓勵原住民族青年向部落傳達兩岸服貿協議有關訊息。2019年初，中國共產黨總書記習近平發表《告台灣同胞書》40周年談話時，總統府原住民族歷史正義與轉型正義委員會的回應性質《致習近平先生書》文稿，為林淑雅主筆。

## 身後
林淑雅之告別式於5月27日舉行，總統蔡英文出席並親授褒揚令，由林淑雅胞兄林世昌代表接受，包括監察院院長陳菊、司法院院長許宗力、原民會主委夷將·拔路兒（Icyang Parod）、客委會主委楊長鎮、法務部政務次長蔡碧仲、嘉義縣縣長翁章梁、嘉義市市長黃敏惠、臺中市副市長王育敏、立法委員陳明文、蔡易餘、王美惠、陳椒華、邱顯智、王婉諭、洪申翰及蔡培慧等亦出席。褒揚令全文為：

靜宜大學老師林淑雅，槃才亮直，敏練慈愷。少歲卒業國立臺灣大學法律學系，繼獲法律學研究所碩、博士學位，專攻原住民族研究。嗣執教靜宜大學法律學系，春風化雨，啟迪化育。抱持正義襟懷，致力維護弱勢人權，歷任臺灣人權促進會秘書長、國際特赦組織臺灣分會、西藏臺灣人權連線理事長、環境權保障基金會董事長、總統府原住民族歷史正義與轉型正義委員會委員等職，宣勤竭智，功成不居。獻身社會運動，為蘇建和三人冤案奔走救援、參與樂生療養院案國賠訴訟並促成漢生法案立法等，康濟折衝，計不旋踵；倡議國家與原住民族新夥伴關係，強調原住民族主體性，義助司馬庫斯風倒櫸木訴訟案、推動開設靜宜大學原住民族文化碩士學位學程，勞思畢慮，洞見癥結。復力促瑞典博物館、賽德克民族議會與靜宜大學跨國合作，陪伴原住民族實現美好願景。詎料夙志方展，盛年驟逝，悼惜彌殷，應予明令褒揚，用彰馨賢，而表遺徽。

總　　　統　蔡英文　　　　

行政院院長　陳建仁　　　　